# Kim Renkema
Kim Oszvald-Renkema (* 28. Juni 1987 in Hoogeveen als Kim Renkema) ist eine niederländische frühere Volleyball- und Beachvolleyballspielerin und heutige Funktionärin.

## Karriere Halle
Renkema begann ihre Karriere in der Halle bei Olhaco Hoogeveen. Anschließend spielte sie in den Niederlanden für DOK Dwingeloo, AMVJ Amstelveen, VC Rijnmond und Longa 59 Lichtenvoorde. 2010 wechselte die Außenangreiferin vom VC Weert zum deutschen Bundesligisten Smart Allianz Stuttgart. Mit ihrem neuen Verein gewann sie 2011 den DVV-Pokal. 2012 wechselte Renkema nach Italien zu Riso Scotti Volley Pavia. 2014 kehrte sie zurück zu Allianz MTV Stuttgart, mit dem sie 2015 erneut deutsche Pokalsiegerin wurde. Im März 2017 beendete Renkema aufgrund körperlicher Leiden ihre aktive Volleyball-Karriere.

## Karriere Beach
2005 begann Renkema eine parallel laufende Karriere als Beachvolleyballerin. Sie spielte bei diversen europäischen Turnieren und hatte einige Auftritte in der Weltserie. 2008 nahm sie mit ihrer Partnerin Margo Wiltens an der Europameisterschaft in Hamburg teil. Dort unterlag das niederländische Duo in der ersten Hauptrunde den Deutschen Pohl/Rau und schied in der zweiten Verliererrunde gegen deren Landsleute Holtwick/Semmler aus. Da Renkema die doppelte Belastung nicht mehr verkraftete, beendete sie 2010 ihre Karriere im Sand.

## Als Funktionärin
Nach ihrem Karriereende 2017 wechselte als Sportdirektorin ins Management von Allianz MTV Stuttgart. Im Januar 2025 wurde sie nach gescheiterten Verhandlungen über eine Vertragsverlängerung freigestellt.

## Privates
Am 7. Juli 2019 heiratete Renkema ihren langjährigen Lebensgefährten im niederländischen Loosdrecht. Am 23. Mai 2022 kam ihre Tochter Savea zur Welt.